# Segunda Guerra Civil Sudanesa

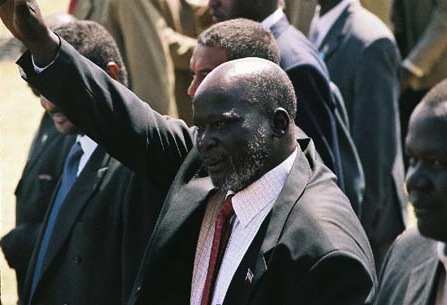
John Garang.

A Segunda Guerra Civil Sudanesa (1983 - 2005) foi um conflito bélico ocorrido entre a parte norte do Sudão e a parte sul, que teve início em 1983 quando o governo muçulmano do norte tentou impor a Charia em todo o país, inclusive no sul, onde a maioria da população é cristã e animista. Embora para alguns, seja a continuação da Primeira Guerra Civil Sudanesa de 1955 e 1972. Ocorreu, principalmente no sul do Sudão e foi uma das guerras mais longas e mais mortíferas do final do século XX. 
O conflito que durou mais de 21 anos deixou aproximadamente dois milhões de civis mortos no sul, como resultado da guerra, fome e doenças causadas pelo conflito, e mais de quatro milhões de refugiados e deslocados internos. O número de mortes de civis é um dos mais altos do que qualquer guerra desde a Segunda Guerra Mundial.
Em 2004, algumas ONGs estimam que o SPLAM incluiu de 2 500 a 5 000 crianças em suas fileiras, o grupo armado afirma que entre 2001 até este ano, havia desmobilizado e devolvido para suas casas 16 000 crianças, no entanto, nos processos de paz observadores internacionais notaram que muitos tinham vindo a voltar ao grupo rebelde.
Após quase três anos de negociações o conflito foi encerrado com a assinatura do Tratado de Naivasha em 9 de janeiro de 2005. Os rebeldes do sul na luta contra o governo de Cartum eram liderados por John Garang, que se tornou o primeiro vice-presidente do Sudão após a assinatura do acordo de paz. Da assinatura deste tratado surgiu a região autônoma do Sudão do Sul.